# Seznam francoskih smučarskih skakalcev
Seznam francoskih smučarskih skakalcev

## B
- Lydie Bernard
- Paul Brasme

## C
- Ronan Lamy Chappuis
- Emmanuel Chedal
- Jules Chervet
- Julia Clair
- Gérard Colin
- Mathis Contamine

## D
- Nicolas Dessum
- Romane Dieu
- Thomas Roch Dupland
- Florentin Durand

## F
- Valentin Foubert

## G
- Océane Avocat Gros
- Gerome Guy

## H
- Marie Hoyau

## L
- David Lazzaroni
- Jonathan Learoyd
- Léa Lemare
- Camille Lizon

## M
- Alexandre Mabboux
- Coline Mattel
- Nicolas Mayer
- Didier Mollard
- Lucile Morat

## P
- Joséphine Pagnier

## R
- Virgine Reynaud

## S
- Rémi Santiago
- Vincent Descombes Sevoie

## Z
- Lilou Zepchi